# Longitude do nó ascendente

Elementos orbitais de um corpo em órbita do Sol.

A longitude do nó ascendente ({\displaystyle \Omega \,}) é um dos elementos orbitais da órbita de um corpo celeste. Para um objeto que orbita em torno do Sol, é o ângulo com vértice no Sol, que vai desde o Ponto Áries (ou ponto vernal) até o nó ascendente dessa órbita, medido sobre o plano de referência da eclítica, no sentido da translação do corpo.
| P2 | Eclíptica                  |
| ♈ | Ponto Vernal               |
| S  | Origem, ex. Sol            |
| P1 | Plano Orbital              |
| a  | Semi eixo maior            |
| ☊  | Nó Ascendente              |
| Ω  | Longitude do Nó Ascendente |
| i  | Inclinação                 |
| P  | Periastro                  |
| ω  | Argumento do Periastro     |

São as seguintes as longitudes do nó ascendente dos 8 planetas do Sistema Solar:
| Mercúrio | Vénus     | Terra      | Marte   | Júpiter  | Saturno    | Urano     | Netuno     |
| 48,331°  | 76,67029° | 348,73936° | 46,562° | 100,492° | 113,64281° | 73,98982° | 131,79431° |
| -------- | --------- | ---------- | ------- | -------- | ---------- | --------- | ---------- |